# Спурій Рутілій Красс
Спурій Рутілій Красс (лат. Spurius Rutilius Crassus, ? — після 417 р. до н. е.) — політичний, державний і військовий діяч Римської республіки, військовий трибун з консульською владою (консулярний трибун) 417 року до н. е..

## Життєпис
Походив з патриціанського роду Ветуріїв. Був сином Тита Ветурія Геміна Цикуріна, консула 462 року до н.е. При народженні отримав ім'я Тит. Невідомо за яких обставин його усиновлено представником роду Рутіліїв на ім'я Спурій.
У 417 році до н.е. його обрано військовим трибуном з консульською владою разом з Публієм Лукрецієм Триципітіном, Агріппою Мененієм Ланатом, Гаєм Сервілієм Аскіллою. Вони мали завдання від сенату протидіяти містам Вейї та Фідени. Втім чогось суттєво не зуміли зробити. Подальша доля його невідома.